# Chen Zhili
Chen Zhili (en xinès simplificat: 陈至立) (nascuda a Xianyou el 1942) és una política xinesa, ministra d'Educació (1998-2003) i presidenta de la Federació de Dones de la Xina.

## Biografia
Chen Zhili va néixer l'any 1942 al comtat de Xianyou, província de Fujian (Xina). De 1959 a 1968 Va estudiar al Departament de Física de la Universitat de Fudan de Xangai, especialitzada en física de l'estat sòlid. Va fer el seu treball de postgrau a l'Institut de Silicat de Xangai de l'Acadèmia de Ciències Xinesa.
De 1968 a 1970 va treballar a "Danyang Lake Farm" afiliada a l'Exèrcit Popular d'Alliberament (PLA). Durant la Revolució Cultural va ser enviada a una granja a Danyang (1968-1970).

### Carrera científica
De 1970 a 1980 va ser investigadora en pràctiques i assistent d'investigació a l'Institut de Ceràmica de Xangai (Acadèmia Xinesa de Ciències) i es va dedicar a la investigació de la física de l'estat sòlid, especialment en temes relacionats amb materials ferroelèctrics i piezoelèctrics. De 1980 a 1982 va ser investigadora visitant a la Universitat Estatal de Penn als EUA.

### Carrera política i càrrecs ocupats
El 1961 va ingressar al Partit Comunista Xinès.
A partir de principis dels anys vuitanta va ocupar diferents càrrecs de caràcter polític (presidenta del Departament de Comunicacions del Comitè Municipal i del PCCh, Vicesecretària del Comitè Municipal i altres), a la ciutat de Xangai, inicialment relacionats amb la ciència i la tecnologia i més tard en temes vinculats a l'Educació fins a arribar a ser nomenada el 1998, ministre d'Educació, càrrec que va ocupar fins al 2003, any que va entrar al Consell d'Estat (2003-2008).
El 2008 va actuar com a vicepresidenta del comitè organitzador dels Jocs Olimpics de Pequín. i va ser elegida vicepresident del Comitè Permanent de l'Assemblea Popular Nacional a la primera sessió de l'Onze Congrés Popular Nacional.
El 2010, es va convertir en la presidenta de la Fundació per a la infància xinesa.